# Марсело Фернандес (футболіст)
Марсело Фернандес (ісп. Marcelo Fernández, нар. 25 жовтня 2001, Іта) — парагвайський футболіст, нападник клубу «Лібертад».
Виступав за олімпійську збірну Парагваю. 

## Клубна кар'єра
Народився 25 жовтня 2001 року в місті Іта. Вихованець футбольної школи клубу «Лібертад». Дорослу футбольну кар'єру розпочав 2021 року в основній команді того ж клубу, в якій того року взяв участь у 4 матчах чемпіонату. 
2022 року отримував ігрову практику, виступаючи на правах оренди за команду «Такуарі», після повернення з якої почав отримувати більше ігрового часу в рідному «Лібертаді».

## Виступи за збірну
Протягом 2023–2024 років залучався до складу молодіжної збірної Парагваю. На молодіжному рівні зіграв у 13 офіційних матчах, забив 4 голи.
2024 року був включений до заявки олімпійської збірної Парагваю для участі у футбольному турнірі на тогорічних Олімпійських іграх у Парижі, де став одним із ключових гравців своєї команди на груповому етапі, забивши три голи у трьох іграх. Зокрема його гол у ворота Малі став єдиним у грі і забезпечив парагвайцям перемогу та прохід до стадії плей-оф.

## Статистика виступів

### Статистика клубних виступів
Станом на 31 липня 2024
| Сезон             | Команда           | Чемпіонат         | Чемпіонат | Чемпіонат | Національний кубок | Національний кубок | Національний кубок | Континентальні кубки | Континентальні кубки | Континентальні кубки | Інші змагання | Інші змагання | Інші змагання | Усього | Усього | Усього |
| Сезон             | Команда           | Ліга              | Ігор      | Голів     | Ліга               | Ігор               | Голів              | Ліга                 | Ігор                 | Голів                | Ліга          | Ігор          | Голів         | Ігор   | Голів  |        |
| ----------------- | ----------------- | ----------------- | --------- | --------- | ------------------ | ------------------ | ------------------ | -------------------- | -------------------- | -------------------- | ------------- | ------------- | ------------- | ------ | ------ | ------ |
| 2021              | «Лібертад»        | ПД                | 4         | 0         | КП                 | 0                  | 0                  | КЛ+ПАК               | 0+1                  | 0                    |               | -             | -             | 5      | 0      |        |
| 2022              | «Такуарі»         | ПД                | 37        | 6         | КП                 | 0                  | 0                  |                      | -                    | -                    |               | -             | -             | 37     | 6      |        |
| 2023              | «Лібертад»        | ПД                | 18        | 0         | КП                 | 0                  | 0                  | КЛ+ПАК               | 1+1                  | 0                    |               | -             | -             | 20     | 0      |        |
| 2024              | «Лібертад»        | ПД                | 5         | 2         | КП                 | 0                  | 0                  | КЛ+ПАК               | 2+0                  | 0                    |               | -             | -             | 7      | 2      |        |
| Усього за кар'єру | Усього за кар'єру | Усього за кар'єру | 64        | 8         |                    | 5                  | 3                  |                      | 5                    | 0                    |               | -             | -             | 74     | 11     |        |

## Титули і досягнення
- Чемпіон Парагваю (4):

«Лібертад»: 2021 (Апертура), 2023 (Апертура), 2023 (Клаусура), 2024 (Апертура)
- Володар Кубка Парагваю (2):

«Лібертад»: 2023, 2024
- Володар Суперкубка Парагваю (1):

«Лібертад»: 2024